# Chad Muska
Chad Muska, ameriški poklicni rolkar, * 2. maj 1977, Lorain, Ohio, ZDA.
Muska je začel rolkati z 11. letom, njegov položaj na rolki pa je regular. Njegov lik je bil v vseh Tony Hawk's Pro Skater in Tony Hawk's Underground video igrah.
Za video Welcome to Hell je Muska posnel celoten del, vendar je sponzorja Toy Machine zapustil na dan premiere in njegovega dela nikoli ni bilo v filmu. Njegov del so dodali kot dodatek na DVD izdajo filma.
S svojimi prihranki je Muska naredil svoj lasten glasbeni studio v svojem domu v Los Angelesu, ki ga je kasneje prestavil v SoHo hotel v New Yorku. Tam je spoduciral hip hop album »Muskabeatz« z zvezdami kot so Afrika Bambaataa, Raekwon, Special Ed, KRS One, Biz Markie, Prodigy in Ice-T.
V začetku leta 2004 se je Muska oddaljil od rolkarske industrije in je postal znan v Hollywoodskem nočnem življenju. V tem času je hodil s Paris Hilton. Leta 2006 se je v klubu, v katerem je bil redni DJ, sprl s Kevin Connollyem, zaradi njegovih komentarjev o Nicky Hilton. Connollya so potem iz kluba odstranili.
Leta 2004 se je Muska vrnil v rolkarsko industrijo, naslednje leto pa je zapustil svojega dolgoročnega sponzorja Shorty's in naj bi ustvaril svoj projekt, vendar se je leta 2006 pridružil Element ekipi.
Muska se je pojavil v kar nekaj glasbenih videih: Kelis - Bossy, N*E*R*D - Rock Star in  Handsome Boy Modeling School - The World's Gone Bad, nastopil pa je tudi v seriji Entourage.
| - Element (2006 - ) | - This Is My Element (Element, 2007) |